# 42981 Jenniskens
42981 Jenniskens è un asteroide della fascia principale. Scoperto nel 1999, presenta un'orbita caratterizzata da un semiasse maggiore pari a 2,5356196 UA e da un'eccentricità di 0,1437997, inclinata di 5,95259° rispetto all'eclittica.
L'asteroide è stato così nominato in onore dell'astronomo olandese Peter Jenniskens.